# Argenaue Reutenen
Das Gebiet Argenaue Reutenen ist ein mit Verordnungen vom 31. Juli 1985 und 7. Oktober 1996 durch das Regierungspräsidium Tübingen ausgewiesenes Landschaftsschutzgebiet (LSG-Nummer 4.35.002) im Osten der baden-württembergischen Gemeinde Langenargen im Bodenseekreis in Deutschland.

## Lage
Das elf Hektar (ha) große, zweigeteilte Landschaftsschutzgebiet Argenaue Reutenen gehört naturräumlich zum Bodenseebecken. Es liegt östlich von Langenargen, zwischen der Argen im Osten, der Landstraße 334 im Norden, dem Wohngebiet um die Bleichstraße im Westen und dem Argenweg im Süden, auf einer Höhe von rund 400 m ü. NN. Das Landschaftsschutzgebiet umfasst unter anderem die Gewanne Reutenen und Gemeindeplätze.

## Schutzzweck
Wesentlicher Schutzzweck ist, diesen zum vorgeschichtlichen Flussbett gehörenden Bereich der Argenaue mit seinem Relief und den durch Baumgruppen und Streuwiesen unterbrochenen landwirtschaftlichen Nutzflächen zu erhalten. Diese vielfältige, auch als Erholungsgebiet bedeutsame Landschaft und der Restbestand des Auewaldes bedürfen dringend des besonderen Schutzes.

### Flora und Fauna

#### Flora
Von der schützenswerten Flora sind folgende Pflanzenarten (Auswahl) zu nennen:
- Amaryllisgewächse
  - Kanten-Lauch (Allium angulosum)
- Enziangewächse
  - Lungen-Enzian (Gentiana pneumonanthe)
- Orchideengewächse
  - Helm-Knabenkraut (Orchis militaris)
- Schwertliliengewächse
  - Sibirische Schwertlilie (Iris sibirica), auch Wiesen-Schwertlilie genannt
  - Sumpf-Schwertlilie (Iris pseudacorus), auch als Gelbe Schwertlilie bezeichnet
- Spindelbaumgewächse
  - Gewöhnlicher Spindelstrauch oder Europäisches Pfaffenhütchen (Euonymus europaeus)

#### Fauna
Aus der schützenswerten Fauna sind folgende Spezies (Auswahl) zu nennen:
Froschlurche
- Laubfrösche
  - Europäischer Laubfrosch (Hyla arborea)

Insekten
- Dickkopffalter
  - Rostfarbiger Dickkopffalter (Ochlodes sylvanus)
- Singschrecken
  - Grünes Heupferd (Tettigonia viridissima), auch Großes Heupferd oder Großes Grünes Heupferd genannt
- Widderchen
  - Sechsfleck-Widderchen (Zygaena filipendulae), oft auch als Blutströpfchen bezeichnet

Säugetiere
- Igel
  - Braunbrustigel (Erinaceus europaeus), auch Westeuropäischer Igel oder Westigel genannt
- Marder
  - Mauswiesel (Mustela nivalis), auch Zwerg- oder Kleinwiesel oder volkstümlich Hermännchen genannt
- Wühler
  - Feldmaus (Microtus arvalis)

Vögel
- Ammern
  - Goldammer (Emberiza citrinella)
- Eigentliche Eulen
  - Steinkauz (Athene noctua)
- Grasmückenartige
  - Sumpfrohrsänger (Acrocephalus palustris)
- Spechte
  - Grünspecht (Picus viridis), manchmal auch Gras- oder Erdspecht genannt